# Euroclear
Euroclear es una empresa de servicios financieros con sede en Bélgica que se especializa en la liquidación de transacciones de valores, así como en la custodia y administración de activos de estos valores. Fue fundada en 1968 como parte de J.P. Morgan & Co. para liquidar operaciones en el entonces emergente mercado de eurobonos. Es uno de los dos depositarios centrales de valores internacionales europeos (siendo Clearstream el otro).

## Historia

### Desarrollo temprano
El Sistema Euroclear fue operado por la sucursal belga de Morgan Guaranty Trust Company desde su fundación en diciembre de 1968 hasta principios de 2001, cuando transfirieron el control al Euroclear Bank.  Kidder Peabody había sido la primera empresa comercial importante en decirle al mercado que sólo negociaría con empresas que liquidaran a través de Euroclear. La creación de Euroclear provocó una reacción en Luxemburgo entre las empresas que competían con Morgan y que temían que Morgan pudiera utilizar sus datos de liquidación en beneficio comercial. Esto llevó al lanzamiento de un competidor, Cedel, con sede en Luxemburgo, en septiembre de 1970. 
Euroclear también adquirió una participación del 20% en el capital de LCH. Clearnet, la entidad británica y francesa responsable de la compensación de Euronext, la Bolsa de Valores de Londres y otras transacciones bursátiles.

### Adquisiciones de CDV

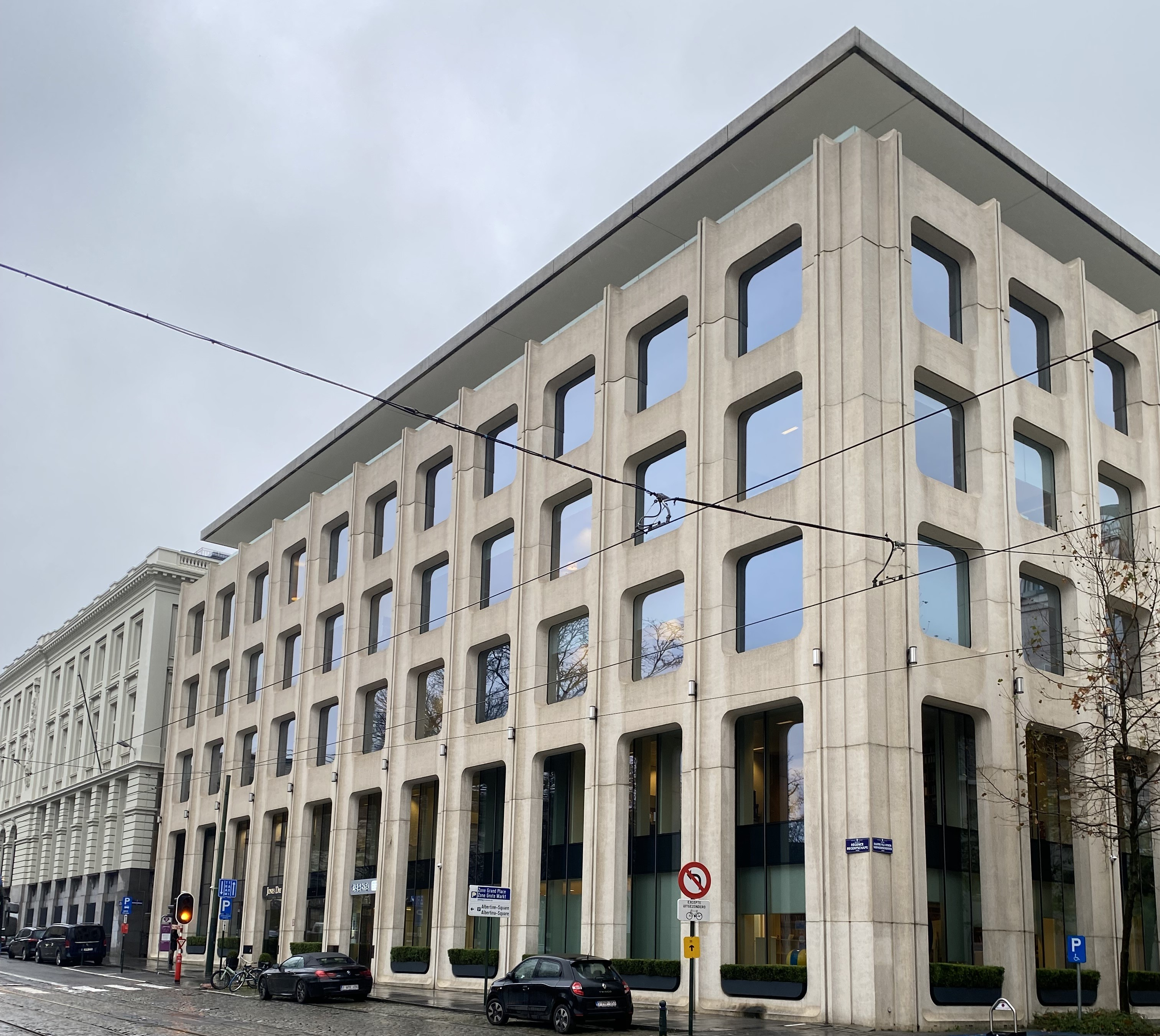
Edificio en Rue de la Régence 4 en Bruselas, antigua sede de Euroclear

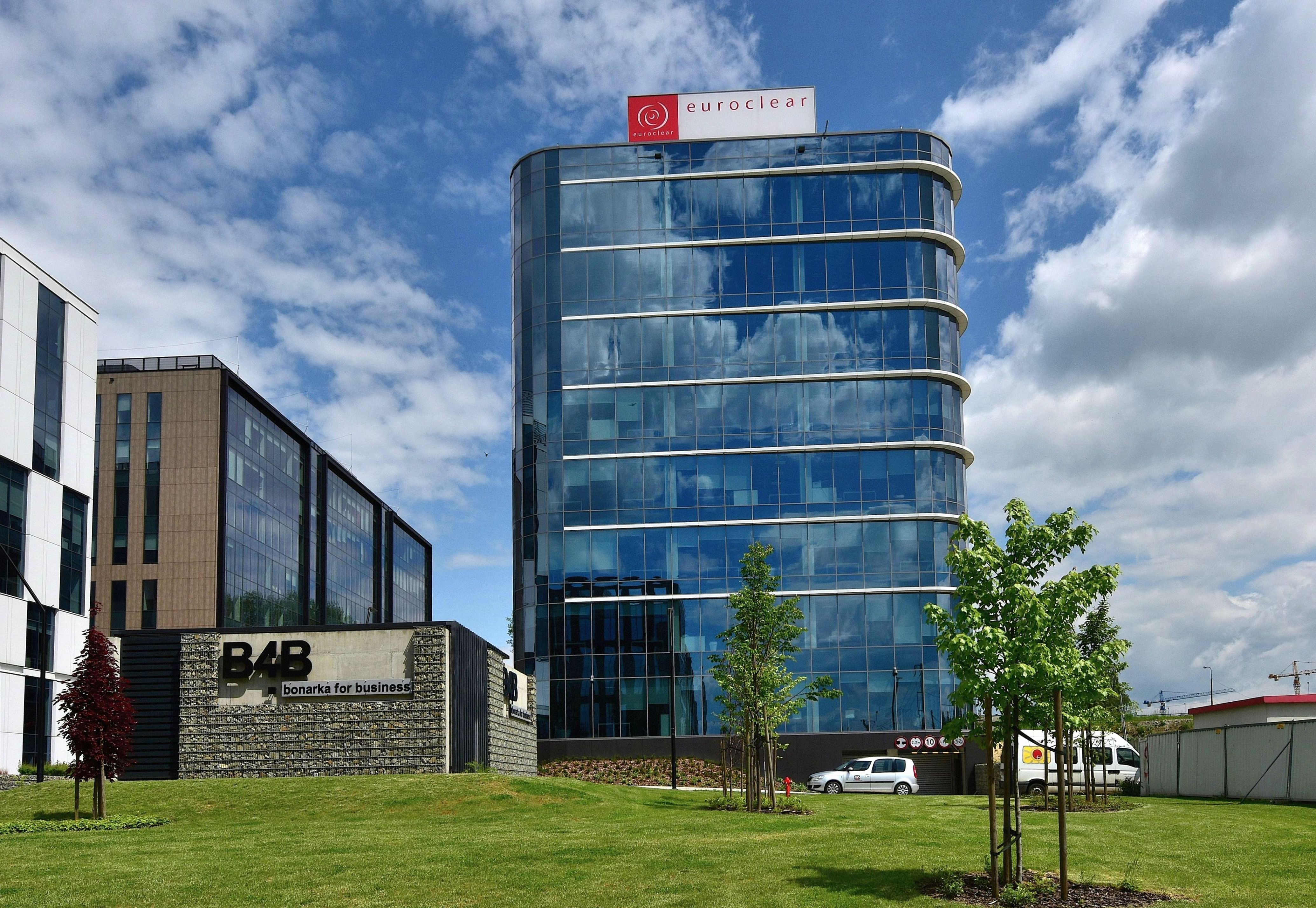
Sede del Euroclear Bank en Cracovia, Polonia

Euroclear adquirió Sicovam (el depositario central de valores o CSD francés) en 2001, Necigef (Nederlands Centraal Instituut voor Giraal Effectenverkeer), el holandés y CRESTCo Ltd, el CSD para valores del Reino Unido e Irlanda utilizando la aplicación CREST en 2002. Adquirió Caisse Interprofessionnelle de Dépôts et de Virements de Titres (CIK), el CSD belga, en 2007. Estos CSD locales pasaron a denominarse Euroclear Francia, Euroclear Países Bajos, Euroclear Reino Unido e Irlanda y Euroclear Bélgica, respectivamente.
En 2005, se creó un nuevo holding belga, Euroclear SA/NV, como propietario de toda la tecnología y los servicios compartidos suministrados a cada uno de los CSD de Euroclear y al ICSD.
Los CSD de Finlandia (Suomen Arvopaperikeskus Oy (APK)) y Suecia (VPC AB), que ahora operan como Euroclear Finlandia y Euroclear Suecia, respectivamente, fueron adquiridos por Euroclear en octubre de 2008.

### Desarrollo reciente
En enero de 2010, Tim Howell se convirtió en director general de Euroclear, en sustitución de Pierre Francotte, cuyo mandato duró 10 años. 
En octubre de 2012, Euroclear otorgó acceso al Depósito Nacional de Liquidaciones de Rusia, lo que facilitó el comercio con Rusia a otros países conectados al sistema de Euroclear y integró el mercado de capitales de Rusia a los mercados de Londres y Nueva York.  Tres años después, Rusia imitó el sistema Euroclear para crear un sistema de intercambio con China. 
En mayo de 2013, Euroclear y la Depository Trust and Clearing Corporation de EE. UU. ofrecieron acceso mutuo al vasto inventario de garantías. Si bien la oferta inicial proporciona una transferencia y retención automáticas bidireccionales de garantías, se pretende que evolucione como un único grupo de depositarios. 
En abril de 2014, Euroclear vinculó su sistema a la Central Latinoamericana de Valores para abrir Panamá a los inversores internacionales, creando así un único fondo de liquidez. 
En febrero de 2015, México abrió sus bonos corporativos a la plataforma de negociación de Euroclear, con la esperanza de que facilitaría y aumentaría la recaudación de fondos para sus programas de desarrollo. 
En marzo de 2016, el banco central de Francia se vinculó con Euroclear para el préstamo de valores,  y con la Bolsa Mexicana de Valores para conectar el mercado mexicano de fondos mutuos con la empresa comercial belga. 
El 1 de enero de 2017, Lieve Mostrey fue nombrada directora ejecutiva de Euroclear, en sustitución de Tim Howell. 

## Actividad
Euroclear liquida transacciones de valores nacionales e internacionales, que abarcan bonos, acciones, derivados y fondos de inversión. Euroclear brinda servicios de valores a instituciones financieras ubicadas en más de 90 países.
Además de su función como depositario central de valores internacional (ICSD), Euroclear también actúa como depositario central de valores (CSD) para valores belgas, holandeses, finlandeses, franceses, irlandeses, suecos y del Reino Unido. Euroclear también es propietaria de EMXCo, el principal proveedor de enrutamiento de órdenes de fondos de inversión del Reino Unido.
Los inversores minoristas pueden tener cuentas directas en CSD locales, de acuerdo con las leyes, normas y procedimientos locales.
Cada uno de los CSD de Euroclear está regulado por las autoridades pertinentes dentro de sus respectivos países de origen. Constituida en Bélgica, Euroclear SA/NV está sujeta a la supervisión de la Autoridad de Mercados y Servicios Financieros de Bélgica (FSMA). El Banco Nacional de Bélgica (NBB) también ejerce la supervisión. Euroclear plc está autorizada como empresa de servicios por la Financial Conduct Authority del Reino Unido .

## Participación en eventos de crédito soberano

### Argentina
El 25 de marzo de 2015, el juez federal de Nueva York Thomas Griesa ordenó a Euroclear que dejara de procesar los pagos de los bonos de la deuda argentina.   Esta orden judicial surge tras una década de disputa entre Argentina y sus acreedores.  Al día siguiente, el puente comercial entre Euroclear y Clearstream sobre esos bonos argentinos también se cerró hasta nuevo aviso.  La intención de esta orden judicial era obligar a Argentina a pagar completamente a sus acreedores para poder recuperar el acceso a su programa de venta de bonos. 